# Knowledge-Café
Ein Knowledge-Café ist ein relativ einfaches Wissensmanagement-Instrument für Gruppenaktivitäten wie Fachtagungen, Konferenzen oder Sitzungen. Besonders im englischsprachigen Raum (Australien, England, USA), aber auch in der Schweiz wird diese Form von Learning Communities am Rande von öffentlichen Konferenzen, Workshops oder Inhouse-Schulungen zu spezifischen Fachthemen von auf diese Methode spezialisierten Anbietern durchgeführt. Am bekanntesten sind die Conversation-Cafés, die Gurteen Knowledge-Cafés und die World-Cafés.
Knowledge-Cafés als Instrument des personalisierten Wissensmanagements bieten die Möglichkeit der offenen, kreativen Konversation mit dem Ziel, ein besseres gemeinsames Verstehen sowie erste Lösungsansätze zu einer bestimmten Frage- oder Problemstellung zu entwickeln. Im Anschluss können die Teilnehmer die Ergebnisse beispielsweise in Form einer digitalen Mindmap dokumentieren. Somit bieten Knowledge-Cafés auch Ansätze für Strategiemethoden des kodifizierten Wissensmanagements. Der Einsatz eines Knowledge-Cafés lockert eine steife Tagungsatmosphäre auf und bietet die Möglichkeit, jedoch nicht die Pflicht des zwanglosen Austauschs. Diskussionen in Knowledge-Cafés können Unternehmen neue Impulse geben, ohne sofort fertige Lösungen präsentieren zu müssen. Sie können auch ein Forum für den Meinungsaustausch innerhalb der Belegschaft sein und somit ergänzende Impulse für Entscheidungs- und Lösungsprozesse im Unternehmen bieten. Eine externe Organisation und Moderation ist bei der Gestaltung von Knowledge-Cafés vorteilhaft; mit etwas Übung und Kreativität lassen sich die Cafés aber auch gut in die sonstige Veranstaltungsorganisation integrieren.

## Eignung
Die Durchführung von Knowledge-Cafés eignet sich besonders für Gruppen mit einer Gruppenstärke von mindestens zwölf Personen. Dieses Team  kann sowohl aus einem unternehmensinternen Kollegium im Rahmen einer internen Sitzung oder Schulung als auch aus einem heterogenen Fachpublikum, z. B. auf Tagungen, bestehen.
Grundsätzlich geht es beim Knowledge-Café nicht um die Erstellung fertiger Lösungen zu einem bestimmten Problem, sondern um eine kreative und offene Herangehensweise an ein spezifisches (ungelöstes) Problem oder Thema. Ziel ist die Verdichtung und Erweiterung bereits vorhandener Überlegungen. Das Ergebnis kann dabei auch ganz neue Sichtweisen eröffnen. Darüber hinaus wollen Knowledge-Cafés den zwanglosen Austausch von implizitem Fachwissen zwischen den Teilnehmern fördern.
Knowledge-Cafés eignen sich grundsätzlich für
- die Meinungsbildung zu einem bestimmten Thema
- den Wissensaustausch
- die Anregung innovativen Denkens in der Gruppe
- die Untersuchung und Diskussion von Handlungsmöglichkeiten zu praxisbezogenen Fragen
- das gruppenbezogene Kontaktknüpfen zwischen Personen, die sich erstmals treffen (z. B. bei Fachtagungen) oder schon lange zusammenarbeiten (z. B. bei unternehmensinternen Meetings oder Schulungen), in authentischem, zwanglosem Caféhaus-Austausch
- die Beschäftigung mit strategischen Fragen
- die Vertiefung von Beziehungen und beiderseitigem Erkenntnisgewinn in einer bestehenden Gruppe (z. B. in einem Kollegium)
- die Förderung gegenseitiger Interaktion zwischen Sprecher und Zuhörerschaft
- die Einbindung größerer Gruppen (mehr als 12 Personen) in einen authentischen, prozesshaften Dialog.[3]

Ungeeignet sind sie für
- die Auseinandersetzung mit einer bereits entschiedenen Gegebenheit oder Lösung
- die einseitige Vermittlung von Informationen (z. B. vom Sprecher zur Zuhörerschaft, aber nicht umgekehrt)
- die Erstellung eines detaillierten Umsetzungsplanes zu einer bestimmten Fragestellung
- Gruppen mit einer Gruppenstärke kleiner als 12 Personen.

## Funktionsweise
Knowledge-Cafés teilen ein Gruppen-Plenum in kleinere Gruppen von fünf bis sechs Personen, die sich jeweils an einem runden Caféhaus-Tisch versammeln, um zu einer spezifischen offenen Frage oder einem bestimmten Thema zu diskutieren. Ein Caféhaus-Besitzer moderiert die Diskussion. Jedes Café dauert ca. ein bis zwei Stunden. Die Teilnehmerzahl sollte mehr als zwölf, idealerweise 30 Personen betragen. Vor der Öffnung der einzelnen Caféhäuser sollten die Moderatoren eine kurze Einführung zum Thema Knowledge-Cafés und deren Zweck geben.

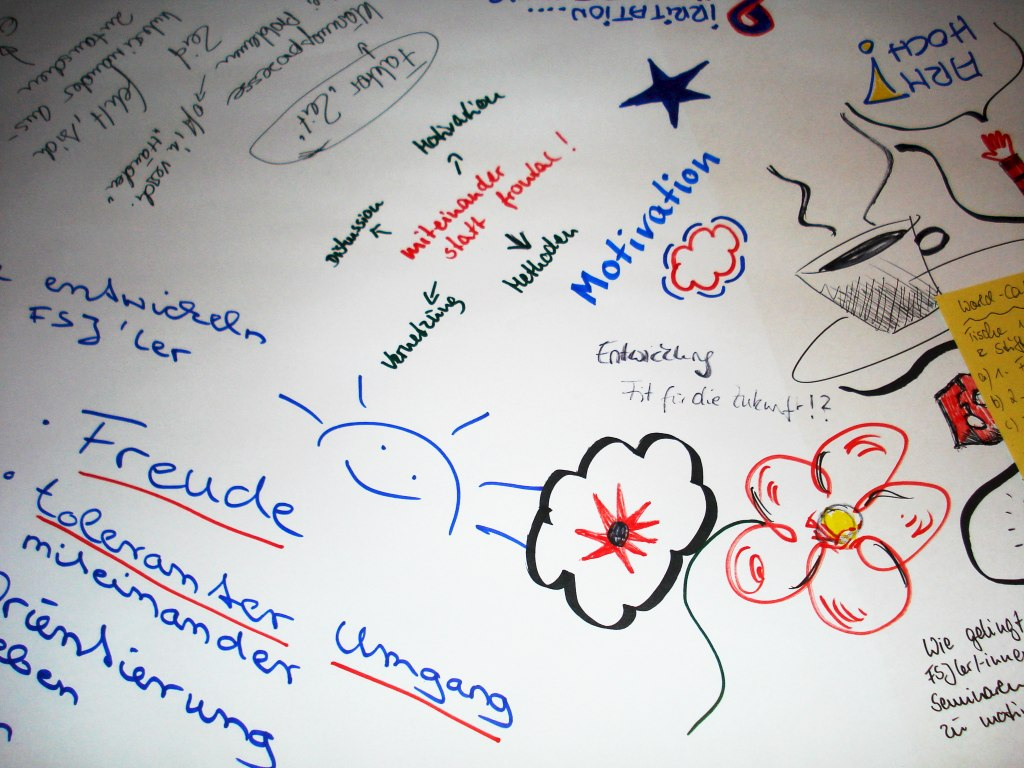
Zeichnungen von Teilnehmern während eines World-Cafés.

Nach einer vorher festgelegten Zeit von ca. 45 Minuten wechseln die Cafétisch-Besucher den Tisch und wandern ins nächste Knowledge-Café – so lange bis jede Gruppe einmal jedes Café besucht hat. Die Caféhaus-Besitzer bleiben am Tisch zurück und geben der ankommenden Gruppe eine kurze Zusammenfassung ihres Diskussionsthemas sowie der Ergebnisse der Vorgruppe (ca. zehn Minuten). Ebenso erstattet die neu angekommene Gruppe einen kurzen Bericht über den Diskussionsverlauf in ihrem vorherigen Café. Auf Basis beider Zusammenfassungen eröffnen sie anschließend eine neue Diskussion, die der Caféhaus-Besitzer/die-Besitzerin möglichst nicht unterbrechen sollte, denn im Knowledge-Café geht es um den Gedanken- und Meinungsaustausch der gesamten Gruppe – also um kollektives Brainstorming. Zu den entwickelten Ideen können sich die Teilnehmer und der Moderator Stichworte notieren, z. B. auf einer papierenen Caféhaus-Tischdecke.
Die zu behandelnden Themen des Knowledge-Cafés müssen die Veranstalter bereits im Vorfeld klären – das heißt, sie müssen eine klare Idee zum Was und Warum des Cafés entwickeln: „If you don’t know where you are going any road will get you there.“ Hilfreiche Fragen, die man in der Organisationsphase des Knowledge-Cafés stellen kann, sind z. B.:
- Wer soll am Knowledge-Café teilnehmen?
- Welches Themengebiet bzw. welches konkrete Thema soll untersucht werden?
- Ist die Café-Frage aussagekräftig und diskussionsfähig?
- Welche der Teilnehmer am Knowledge-Café vertreten tendenziell eher konventionelle und bekannte Anschauungen – welche sind Träger neuen, unkonventionellen Wissens?
- Welcher Zeitrahmen steht für das Knowledge-Café zur Verfügung?
- Welche Frage oder welcher Fragenkomplex soll zur Diskussion gestellt werden?
- Welche Befragungsdimension(en) sollen verfolgt werden?
- Welche Themen sind am ehesten sinnvoll und wichtig und erzeugen einen kreativen Austausch?
- Welches wäre ein gutes Ergebnis, das mit dem Knowledge-Café erzielt werden könnte? Wie kann zu diesem Resultat bestmöglich hingeführt werden?[1]

Indem die Diskussion zu gleich bleibenden Themen je Cafétisch wiederholt wird, erhalten die Teilnehmer Erkenntnisgewinn aus einer breiten Palette von Informationsquellen. Dieser Wissenszuwachs erfolgt im Knowledge-Café effizienter als beim individuellen Austausch zwischen einzelnen Personen und kann zudem (z. B. in einer Mindmap) dokumentiert und damit für weitere Personenkreise nutzbar gemacht werden.

## Methode für Wissensaustausch und Problemerkundung
Das Knowledge-Café lebt von seiner besonderen, warmen Atmosphäre. Diese sollten die Initiatoren bewusst schaffen – weg vom kalten, sterilen und unpersönlichen Konferenzraum. Dazu gehören runde Tische, bequeme Sitzmöglichkeiten, das Angebot von kalten und warmen Getränken und kleinen Snacks oder Kuchen. Es kann auch leise Musik im Hintergrund laufen.
Die Einladung sollte das Thema oder die zentrale Frage enthalten, welche die Teilnehmer im Café diskutieren werden. Dabei muss deutlich werden, dass es nicht um Problemlösung, sondern um Problemerkundung geht. Die Einladung sollte daher freundlich im Caféhaus-Stil – und nicht im E-Mail-Einerlei – gestaltet werden. Wichtig ist auch, jeden Einzelnen zur aktiven Gesprächsbeteiligung an der Caféhaus-Runde zu ermuntern. Jeder Teilnehmer repräsentiert einen spezifischen Blickwinkel innerhalb der Café-Gesellschaft und sollte einbezogen werden. Dies gehört zu den Aufgaben des Caféhaus-Besitzers. Dabei können die Veranstalter auch „sprechende Objekte“, z. B. bunte Filzstifte, herumgehen lassen. Das gibt jedem die Möglichkeit, seine Gedanken auf die papierene Tischdecke zu schreiben. Die Durchmischung der Caféhaus-Gäste, das heißt deren heterogene Zusammensetzung, ist ebenso entscheidend für den Erfolg. Die Verteilung der Gäste in die einzelnen Cafés sollte also bereits im Vorfeld festgelegt werden.
In der letzten Caféhaus-Runde sehen sich alle Teilnehmer die Papierdecken-Mitschriften der Cafés gemeinsam an und stellen sich Fragen wie:
- Was können wir hier als Ergebnis unseres Austausches sehen?
- Wäre nur eine Stimme im Raum – was würde diese sagen?
- Welche weiterführenden Fragen ergeben sich aus unserem Austausch?
- Können wir Muster erkennen? Worauf laufen diese Muster hinaus? Worüber geben sie uns Auskunft?[1]

Diese Mitschriften können nun nochmals in der ganzen Gruppe diskutiert werden. Das Destillat hieraus, z. B. in Form einer Mindmap oder einer anderen bestimmten Darstellungsart, steht dann als aufbereitetes, gespeichertes Wissen zur Verfügung und verweist somit auf neue Aktivitäten im Bereich kodifizierten Wissensmanagements.